# The Railway Bridge
The Railwaybridge är det första fullängdsalbumet av bandet Vanessa. Albumet släpptes den 6 oktober 2003.

## Låtlista
1. Artificial Smile
2. Predictable Song for Exploiters
3. September Fled the Rain
4. Suicide Notes
5. Vile
6. Sleep
7. Forgive Me
8. Ant
9. While I'm Gone
10. She
11. A Lullaby
12. Gone Tomorrow

## Medverkande
- Marcus Nordin - Sång, gitarr.
- Joakim Näslund - Gitarr
- Patrik Angestav - Keyboard
- Björn Pinner - Elbas
- Andreas Wiberg - Trummor

### Fotnoter
1. ↑  ”The Railwaybridge” (på engelska). Vanessa. Arkiverad från originalet den 15 mars 2007. https://web.archive.org/web/20070315124602/http://www.vanessa.se/about.htm. Läst 22 januari 2017.